# Кондратьев, Леонид Владимирович
Леонид Владимирович Кондратьев (4 марта 1940, Москва — 19 марта 1996, Москва) — советский хоккеист с мячом, шайбой и на траве, защитник и нападающий.

## Биография
Леонид Кондратьев родился 4 марта 1940 года в городе Москва.
В 1953 году начал заниматься хоккеем с мячом в команде московского стадиона Юных пионеров. Выступал на позиции нападающего за столичные «Динамо» (1957—1959), «Фили» (1959—1960, 1963—1965), ЦСКА (1960—1962), курский «Труд» (1965—1966), калининградский «Вымпел» (1966—1972), мончегорский «Североникель» (1972—1973).
В составе «Динамо» был серебряным призёром чемпионата СССР (1959). В составе ЦСКА завоевал серебро (1962) и бронзу (1961) чемпионата страны, в 1962 году стал чемпионом Москвы. Провёл в чемпионатах СССР около 250 матчей, забил не менее 75 мячей.
В 1962 году до февраля играл в хоккей с шайбой на позиции защитника за куйбышевский СКА, занявший 17-е место в классе «А». Провёл 9 матчей, забросил 1 шайбу.
В 1969 году играл в хоккей на траве за калининградский «Вымпел» на первых всесоюзных соревнованиях.
Мастер спорта СССР по хоккею с мячом (1962).
Умер 19 марта 1996 года в Москве.